# Campeonato Internacional de Verano de 2009
O Campeonato Internacional de Verano 2009, também conhecido como Copa Bimbo 2009 devido a direitos de nome, foi a primeira edição do Campeonato Internacional de Verano, torneio amistoso de futebol realizado entre os dias 17 e 21 de janeiro de 2009. Também foi chamado de Torneio Verão pela imprensa brasileira.

## História
O torneio teve o suporte da Associação Uruguaia de Futebol, foi organizado pela empresa de telecomunicações Tenfield e teve o Grupo Bimbo como patrocinador.
A competição contou com a participação de quatro equipes: Nacional e Peñarol, do Uruguai, e Cruzeiro e Atlético Mineiro, de Belo Horizonte, Brasil. Todas as partidas foram disputadas no Estádio Centenário, em Montevidéu.
O Cruzeiro sagrou-se campeão, ao vencer suas duas partidas, contra Atlético Mineiro e Nacional. O clássico entre Cruzeiro e Atlético-MG aconteceu pela primeira vez fora do Brasil. A equipe celeste venceu o jogo por 4 a 2. Na final, o Cruzeiro derrotou o Nacional do Uruguai, por 4 a 1.

## Jogos
|  | Semifinais       | Semifinais |   |         | Final            | Final |  |
|  |                  |            |   |         |                  |       |  |
|  |                  |            |   |         |                  |       |  |
|  | Nacional         | 2          |   |         |                  |       |  |
|  | Peñarol          | 1          |   |         |                  |       |  |
|  |                  |            |   |         |                  |       |  |
|  |                  |            |   |         |                  |       |  |
|  |                  |            |   |         | Nacional         | 1     |  |
|  |                  | Cruzeiro   | 4 |         |                  |       |  |
|  |                  |            |   |         |                  |       |  |
|  |                  |            |   |         |                  |       |  |
|  |                  |            |   |         | Terceiro lugar   |       |  |
|  |                  |            |   |         |                  |       |  |
|  | Atlético Mineiro | 2          |   | Peñarol | 1                |       |  |
|  | Cruzeiro         | 4          |   |         | Atlético Mineiro | 4     |  |

### Semifinais
| 17 de Janeiro 2009 | Atlético Mineiro              | 2 – 4 | Cruzeiro                                                            | Estádio Centenário, Montevidéu |
| 16:20 (UTC-3)      | Diego Tardelli 36' (pen), 67' | ficha | Renan 17' (GC) · Fernandinho 38' (pen) · Ramires 45+1' · Soares 90' | Árbitro: URU Jorge Larrionda   |

| 17 de Janeiro 2009 | Nacional                                      | 2 – 1 | Peñarol   | Estádio Centenário, Montevidéu             |
| 19:20 (UTC-3)      | Sergio Blanco 45+1' (pen) · Adrián Romero 69' | ficha | Bueno 15' | Público: 27,000 Árbitro: URU Darío Ubríaco |

### Disputa de 3º Lugar
| 21 de Janeiro 2009 | Peñarol               | 1 – 4 | Atlético Mineiro                                                           | Estádio Centenário, Montevidéu |
| 20:45 (UTC-3)      | José María Franco 57' | ficha | Éder Luis 9' · Diego Tardelli 53' · Márcio Araujo 56' · Carlos Alberto 79' | Árbitro: URU Martín Vázquez    |

### Final
| 21 de Janeiro 2009 | Nacional             | 1 – 4 | Cruzeiro                                                                  | Estádio Centenário, Montevidéu |
| 22:45 (UTC-3)      | Alexander Medina 28' | ficha | Elicarlos 7' · Ramires 26' · Thiago Ribeiro 35' · Wellington Paulista 37' | Árbitro: URU Roberto Silvera   |

| Copa Bimbo / Torneio Verão 2009 |
| ------------------------------- |
| CRUZEIRO Campeão (1º título)    |